# Палюрска лагуна
Палюрската лагуна или Вакъфската бара (на гръцки: Αλυκές Επανομής, Βακούφικι Μπάρα, Λιμνοθάλασσα Πάλιουρα) е малка лагуна на Халкидическия полуостров, Гърция.

## Местоположение
Лагуната е разположена на нос Бара южно от Неа Миханиона и северозападно от Епаноми в местността Вакуфико.

## Описание
Площта на лагуната е приблизително 830 ha. То е и резерват за диви животни – тук живеят 217 вида птици, 64 от които са редки и застрашени от изчезване. Също така се срещат и много земноводни (като зелени жаби и дървесници), влечуги (като костенурки, кримски гущери), бозайници (като зайци) и редки видове риби като Aphanius fasciatus.
Лагуната е част от защитена зона от „Натура 2000“. Тук се намират и защитените подводни ливади Посейдония Океаника.